# Fehérarany

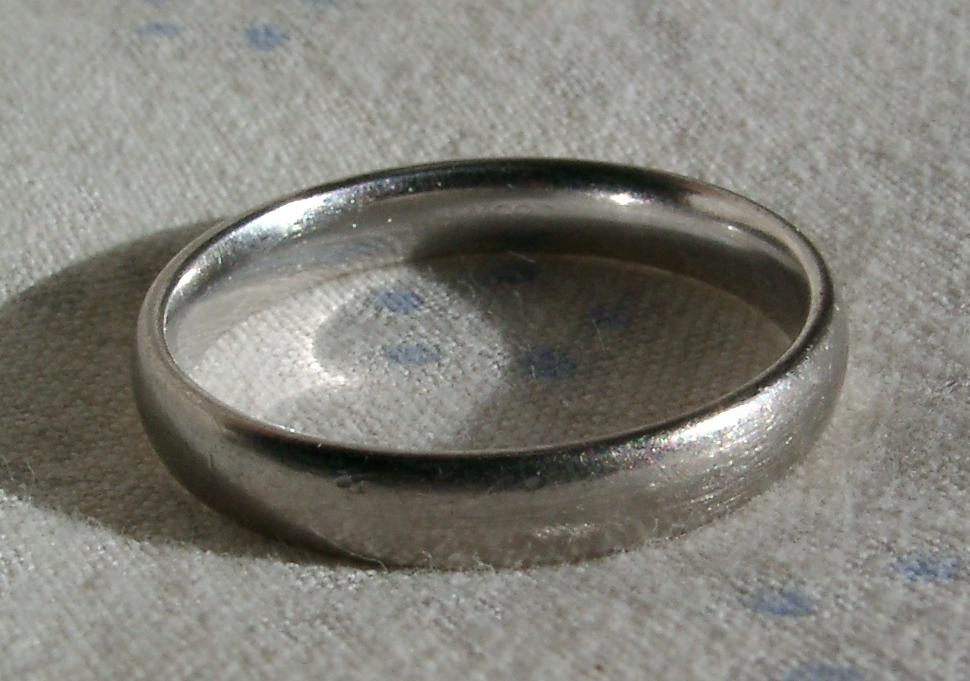
Fehérarany gyűrű

A fehérarany az arany egyik ötvözete, színe az ötvözők miatt fehér. A fehéraranyat gyakran összetévesztik  az ezüsttel, a platinával vagy ezek ötvözeteivel, azonban ezek teljesen különböző nemesfémek.

## Jellemzői
A nagy tisztaságú arany puhasága miatt használati tárgyak, sőt ékszerek készítéséhez is alkalmatlan. A tiszta arany vöröses-sárga színét az ötvözőelemek jelentősen módosíthatják. A fehérarany előállításakor fehér (szürkés) színű fémekkel ötvözik. Eredetileg nikkelt alkalmaztak erre a célra, de allergizáló hatása miatt ma már kerülik, ezüstöt és palládiumot alkalmaznak. A fehérarany tisztaságát ugyanúgy karátban adják meg, mint a sárgáét, a színarany és az ötvözők arányában.
A fehérarany valójában inkább sárgásfehér (pezsgő) színű, ezért az abból készült ékszereket ródiummal vonják be. Bár a bevonat nagyon ellenálló, színe nagyon elüt a fehéraranyétól, ezért a természetes kopás miatt időnként meg kell ismételni a felvitelt.
Az aranynak más színárnyalatai is előfordulnak, ezt is ötvözőkkel alakítják ki. A közönséges sárgaarany vörösréz és ezüst 1:1 arányú elegyével ötvözve készül, a vörös arany tiszta vörösréz hozzáadásával keletkezik, színezüst esetében pedig zöldes csillogást kap.
A platina nagyon hasonlít a fehéraranyra, de tőle teljesen független, különálló nemesfém, amelynek szintén szép fehér fénye van, kemény, ellenálló, nehezebb és jóval drágább a fehéraranynál.